# Jáchymovit
Jáchymovit (jiné označení IMA 1994-025) je název minerálu, který získal svůj název podle krušnohorského města Jáchymov, lokality původního výskytu.

## Popis
Jáchymovit je velmi vzácně se vyskytující minerál z minerální třídy sulfátů (vč. selenátů, telurátů, chromátů, molybdenátů a wolframátů). Krystalizuje v monoklinickém krystalickém systému s chemickým složením [(UO2)8|(OH)14|SO4]·13H2O, jedná se tedy o hydrát uranylsulfát s přidaným hydroxidovým ionem.
Jáchymovit s obsahem uranu až 69,79 % vysoce radioaktivní. Pod UV světlem některé vzorky vykazují žlutou fluorescenci, která je podobná neonovým barvám zvýrazňovačů.
Poprvé byl popsán v muzeu na vzorku silně oxidovaného dolomitu s žilkami uraninitu z Jáchymova. Popsali jej v roce 1996 Jiří Čejka, Jiří Sejkora, Z. Mrázek, Z. Urbanec a T. Jarchovský.
Uranylsulfát Jáchymovit by neměl být zaměňován za měďnatý uranylsilikát cuprosklodowskit (dříve používané synonymum Jachymovit).